# Perlodes frisonanus
Perlodes frisonanus is een steenvlieg uit de familie Perlodidae. De wetenschappelijke naam van de soort is voor het eerst geldig gepubliceerd in 1943 door Kohno.